# یلانی ریشون سومی‌یوشی
یلانی ریشون سومی‌یوشی (ژاپنی: 住吉 ジェラニレショーン؛ زادهٔ ۵ اکتبر ۱۹۹۷) یک بازیکن فوتبال اهل ژاپن است.
از باشگاه‌هایی که در آن بازی کرده‌است می‌توان به باشگاه فوتبال میتو هولیهوک اشاره کرد.